# Prorogatio
La prorogatio, in diritto, è un istituto giuridico per il quale i titolari degli organi possono continuare ad esercitare le loro funzioni nonostante sia scaduto il loro mandato, in attesa della nomina o dell'elezione dei successori.

## Storia
Si tratta di un istituto di antica origine, già conosciuto dal diritto romano. Ha lo scopo di evitare che il ritardo nel rinnovo di un organo ne pregiudichi la continuità di funzionamento, e si applica sia agli organi civilistici che a quelli pubblici.

## Laprorogationell'ordinamento italiano
La Costituzione italiana prevede casi di prorogatio delle Camere e del Presidente della Repubblica.
Ai sensi dell'art. 61 della Costituzione, le Camere esercitano le loro funzioni anche dopo la fine della legislatura, fino all'elezione dei nuovi membri. Nel silenzio della Costituzione, a parte la ratifica dei decreti legge, per cui la stessa prevede la convocazione delle Camere, ancorché sciolte, si discute in dottrina se durante il periodo di prorogatio le Camere abbiano la pienezza dei poteri o debbano limitarsi agli atti di ordinaria amministrazione.
La prorogatio delle Camere si distingue dalla loro proroga: la prima opera di diritto, la seconda è effetto di un atto delle stesse Camere, adottato con legge, che l'art. 60 della Costituzione ammette solo in caso di guerra.
L'art. 85 della Costituzione prevede che se le Camere sono sciolte o mancano meno di tre mesi alla fine della legislatura, l'elezione del Presidente della Repubblica ha luogo entro 15 giorni dalla riunione delle nuove Camere, sicché i suoi poteri sono prorogati.
La prorogatio dei consigli comunali e provinciali è disciplinata nell'art. 38 del D.Lgs. 18 agosto 2000, n. 267 (Testo unico delle leggi sull'ordinamento degli enti locali), laddove stabilisce che i consigli durano in carico sino all'elezione dei nuovi, limitandosi, dopo la pubblicazione del decreto di indizione dei comizi elettorali, ad adottare gli atti urgenti e improrogabili.
Quanto ai consigli regionali, la Corte costituzionale ha ritenuto che la disciplina della loro prorogatio spetti allo statuto regionale (salvi i casi di scioglimento o rimozione disposti da organi statali, ai sensi dell'art. 126 della Costituzione, in relazione ai quali la disciplina dell'eventuale prorogatio spetterebbe alla legge statale).
La legge n. 444 del 15 luglio 1994 ha disciplinato la prorogatio degli organi amministrativi, la sua configurabilità era stata a lungo dibattuta in dottrina e in giurisprudenza. Essa consente la prorogatio degli organi dello Stato, degli enti pubblici o a partecipazione pubblica, per i 45 giorni successivi alla scadenza; durante questo periodo possono essere adottati atti di ordinaria amministrazione e atti urgenti ed indifferibili, con indicazione dei motivi di urgenza e di indifferibilità.
La sentenza della Corte Costituzionale n. 208 del 16/4/1992, ha negato l'applicazione analogica delle norme inerenti agli enti locali sulla proroga dei poteri ed ha sostenuto che il meccanismo della prorogatio non opera automaticamente, in assenza di un'espressa previsione legislativa, allo scadere del mandato del titolare dell'organo. La Corte ha rilevato, inoltre, che «Se è previsto per legge che gli organi amministrativi abbiano una certa durata e che quindi la loro competenza sia temporalmente circoscritta, un'eventuale prorogatio di fatto sine die – demandando all'arbitrio di chi debba provvedere alla sostituzione di determinarne la durata pur prevista a termine dal Legislatore ordinario – violerebbe il principio della riserva di legge in materia di organizzazione amministrativa, nonché quelli dell'imparzialità e del buon andamento» (v. motivazione, Corte Cost. 208/92, paragrafo 4.6.). La giurisprudenza costituzionale successiva si è attestata su questa posizione.